# 炎神戦隊ゴーオンジャー/炎神ファーストラップ-Type Normal-
「炎神戦隊ゴーオンジャー」（えんじんせんたいゴーオンジャー）は、高橋秀幸(Project.R)/Project.R(谷本貴義・Sister MAYO・大石憲一郎) with 炎神キッズのシングル。2008年3月19日にコロムビアミュージックエンタテインメントから発売された。高橋秀幸のデビューシングルである。

## 概要
テレビ朝日特撮テレビドラマ『炎神戦隊ゴーオンジャー』オープニングテーマとエンディングテーマとして使用された。3万セット完全生産限定盤で「炎神ソウルセット」付きが同時発売。
オリコン週間シングルチャートで初登場4位を記録し、『スーパー戦隊シリーズ』主題歌シングルにおいて、初のオリコントップ10入り作品となった。

## 収録曲
1. 炎神戦隊ゴーオンジャー [4:14]
歌：高橋秀幸 （Project.R）
作詞：マイクスギヤマ、作曲：岩崎貴文、編曲：Project.R（大石憲一郎、岩崎貴文） / 歌：高橋秀幸 (Project.R)
  - オープニングテーマ
2. 炎神ファーストラップ -Type Normal- [3:44]
作詞：八手三郎/マイクスギヤマ、作曲・編曲：大石憲一郎（Project.R） / 歌：Project.R（谷本貴義、Sister MAYO、大石憲一郎） with 炎神キッズ
  - エンディングテーマ
3. 炎神戦隊ゴーオンジャー（オリジナル・カラオケ）[4:14]
4. 炎神ファーストラップ -Type Normal-（オリジナル・カラオケ）[3:42]

## 収録アルバム

### 炎神戦隊ゴーオンジャー
- サントラ『炎神戦隊ゴーオンジャー&スーパー戦隊』（2008年4月2日）
- サントラ『炎神戦隊ゴーオンジャー』（2008年4月30日）
※ショートサイズ
※インストゥルメンタル・ショートサイズ
- オムニバス『CDツイン こどものうた ～炎神戦隊ゴーオンジャー～』（2008年6月18日）
- サントラ『炎神戦隊ゴーオンジャー』（2008年7月2日）
- サントラ『炎神戦隊ゴーオンジャー サウンドグランプリ 2nd ソングコレクション』（2008年7月23日）
- サントラ『炎神戦隊ゴーオンジャー』（2008年9月3日）
- サントラ『炎神戦隊ゴーオンジャー サウンドグランプリ 3rd BUNBUN! BANBAN!  サントラ盤!!』（2008年9月24日）
※TVサイズ
※劇場BAND Edition
- サントラ『炎神戦隊ゴーオンジャー ミニアルバム G3プリンセス～PRETTY LOVE☆Limited～』（2008年10月1日）
- サントラ『炎神戦隊ゴーオンジャー サウンドグランプリ 4th&5th ゴーオンジャー チェッカーフラッグ』（2008年11月26日）
※インストゥルメンタル
※インストゥルメンタル-Guitar version
- サントラ『炎神戦隊ゴーオンジャー全曲集 ソンググランプリ』（2009年1月14日）
- オムニバス『だいすき!みんなのヒーロー』（2009年1月21日）
- サントラ『炎神戦隊ゴーオンジャー G3プリンセス G5プリンス Project.R スペシャルラップ』（2009年3月18日）
※TVサイズ
- オムニバス『CDツイン スーパー戦隊ベスト』（2009年6月24日）
- オムニバス『CDツイン 親子で楽しもう♪テレビアニメ・ヒーローのうた!』（2009年6月24日）
- オムニバス『スーパー戦隊 全主題歌集』（2009年8月19日）
- オムニバス『テレビこどものうた! 男の子向き』（2009年8月19日）

### 炎神ファーストラップ -Type Normal-
- サントラ『炎神戦隊ゴーオンジャー』（2008年4月30日）
※バスオンバージョン
※ベアールバージョン
※スピードルバージョン
- サントラ『炎神戦隊ゴーオンジャー』（2008年7月2日）
- サントラ『炎神戦隊ゴーオンジャー サウンドグランプリ 2nd ソングコレクション』（2008年7月23日）
- サントラ『炎神戦隊ゴーオンジャー ミニアルバム G3プリンセス～PRETTY LOVE☆Limited～』（2008年10月1日）
- サントラ『炎神戦隊ゴーオンジャー サウンドグランプリ 4th&5th ゴーオンジャー チェッカーフラッグ』（2008年11月26日）
※インストゥルメンタル
- サントラ『炎神戦隊ゴーオンジャー全曲集 ソンググランプリ』（2009年1月14日）
- オムニバス『だいすき!みんなのヒーロー』（2009年1月21日）
- オムニバス『スーパー戦隊 全主題歌集』（2009年8月19日）

## カバー
- EIZO Japan - 「炎神戦隊ゴーオンジャー」をカバー。『EIZO Japan 1』に収録[5]。
- 浪川大輔 - 「炎神戦隊ゴーオンジャー」をカバー。『百歌声爛男性声優編III』に収録。なお、浪川は本編でスピードル役を演じている。